# Feliciano Perducca
Feliciano Perducca, född 9 juni 1901 i Buenos Aires, död 22 augusti 1976, var en argentinsk fotbollsspelare.
Perducca blev olympisk silvermedaljör i fotboll vid sommarspelen 1928 i Amsterdam.